# Doppelniere
Als Doppelniere oder Langniere wird in der Medizin die Doppelanlage einer Niere bezeichnet.
Es handelt sich dabei um die häufigste Entwicklungsstörung des Harntraktes, bei der Teile einer Nierenanlage unvollständig verschmolzen sind, mit Aufspaltung der Ureterknospe, also eigentlich um eine Doppelanlage des Hohlsystemes, siehe Nierenbecken.
Man kann zwischen ein- und beidseitiger Doppelniere unterscheiden, abhängig davon, ob nur eine oder ob beide Nieren in doppelter Anlage vorliegen.

## Anatomie
Die Relevanz einer Doppelanlage ergibt sich daraus, wie der Urin aus diesem zusätzlichen Nierenbecken abfließen kann.
Infrage kommen:
- Vereinigung beider Nierenbecken außerhalb der Niere „extrarenal“ zu einem gemeinsamen Becken mit einem gemeinsamen Harnleiter („tiefe Teilung des Nierenbeckens“).
- Zwei Harnleiter mit Vereinigung im Verlauf zu einer gemeinsamen Endstrecke („Ureter fissus“, auch: Ureter bifidus).
- Zwei Harnleiter mit zwei getrennten Einmündungen in die Harnblase (doppelte ipsilaterale Harnleiteranlage: „Ureter duplex“[4]). Der Harnleiter der unteren Anlage mündet an der üblichen Stelle „orthotop“ in die Harnblase, derjenige der oberen Anlage „dystop“ weiter kaudal.[5] Nach dem Weigert-Meyer-Gesetz (auch: Weigertsche Regel,[6] orthographisch falsch auch: Meyer-Wegert-Regel und Meyer-Weigart-Regel,[7] Meier-Weigert-Regel,[8] namentlich falsch: Müller-Weigert-Gesetz[9]) mündet der Harnleiter des kleineren oberen, kappenartig aufsitzenden Nierenabschnitts in der Regel tiefer und medial von dem des unteren Nierenabschnitts.[10] Man unterscheidet drei Varianten der Dystopie:
  - Der dystope Ureter bildet eine Ureterozele mit stenotischem Ureterostium.
  - Der dystope Ureter bildet eine Stenose (distale Harnleiterstenose, Ureterstenose, Ureterstriktur, Uretermündungsstenose oder Mündungsstenose) mit Hydronephrose und Megaureter.
  - Der dystope Ureter mündet distal des Blasensphinkters, siehe Harnleiterektopie.

Lediglich in den ersten beiden Fällen (tiefe Teilung und Ureter fissus) bleiben Doppelnieren symptomlos und sind daher häufig Zufallsbefunde einer Sonographie.
In allen anderen Fällen kommt es zu einem Reflux oder zu einer distalen Harnleiterstenose jeweils mit Harnwegsinfekt. Im letzten Fall der Aufzählung kommt es zum Harnträufeln.
Wenn ein Harnleiter dystop außerhalb des Schließmuskels (Musculus detrusor vesicae) distal in die Harnröhre, in den Darm oder in die Scheide mündet, kommt es zur Harninkontinenz. Auch die dystope Mündung in eine Samenblase oder in den Scheidenvorhof ist möglich.

## Begriffe
Der Begriff der Doppelniere ist doppeldeutig. Einmal meint man eine Niere von annähernd doppelter Normalgröße und andererseits wirklich zwei verschiedene Nieren. In beiden Fällen werden auch die Begriffe überzählige Niere und Duplex-Bildung nicht konsequent unterschieden. Ebenso sind die Oberbegriffe Anomalien nach Anzahl der Nieren und Zahlenanomalie („Abweichungen der Zahl“) nicht einheitlich anzutreffen.
Bei diesen Anomalien muss man also zwischen den relativ häufigen übergroßen Langnieren und den seltenen tatsächlich in Überzahl vorhandenen vollständigen Nieren streng unterscheiden. Unklar bleibt der Begriff der atypischen Doppelniere.

### Sogenannte Doppelnieren
Bei der typischen sogenannten Doppelniere handelt es sich anatomisch und funktionell um eine Niere; man nennt sie auch Langniere oder Fusionsniere. Lediglich Nierenbecken und Harnleiter sind gedoppelt; man spricht von der Duplikatur des Nierenbeckens und des Ureters oder vom doppelten Nierenhohlraumsystem. Im Vergleich zu einer Einzelniere mit acht oder neun Kelchen besitzt die Doppelniere elf oder zwölf Kelche. Die Doppelung bezieht sich auf die zweifache genetische Anlage und auf die nahezu verdoppelte Nierengröße, aber üblicherweise eben nicht auf die Anzahl vollständiger Nieren in einer Körperhälfte (null oder eine oder zwei vollständige ipsilaterale Nieren).
Gelegentlich wird die inkomplette Duplikatur als Vereinigung beider Nierenanlagen am Hilum renale (Nierenhilus) mit einem Ureter fissus und mit einem dichotom septierten Nierenbecken unterschieden von der kompletten Duplikatur mit Mündung beider Harnleiter in die Blase (Ureter duplex). Beim Pelvis bifidus ist das Nierenbecken zweigeteilt in Form von zwei Nierenbecken, die sich erst am Anfang des gemeinsamen Harnleiters vereinigen.

### Tatsächliche Doppelnieren
Tatsächlich überzählige Nieren, also zwei vollständige unilaterale Einzelnieren mit jeweils eigener Blutversorgung und mit eigenen Nierenbecken statt nur einer Niere, sind dagegen sehr selten. In der medizinischen Fachliteratur werden nur Einzelfälle beschrieben, oft in Verbindung mit anderen Erbkrankheiten. Sie können sowohl einseitig als auch beidseitig vorkommen.
Bei heterotopen Nieren nach einer Nierentransplantation handelt es sich nicht um Doppelnieren, obwohl der Empfänger über zwei Nieren auf derselben Körperhälfte verfügt. Ebenso spricht man nicht von einer Doppelniere, wenn sich eine Wanderniere zur Gegenseite statt nach distal bewegt, also lageabhängig die Symmetrieebene kreuzt (sogenannte gekreuzte Dystopie).

### Gegenteil
Das Gegenteil der Doppelniere ist die einseitige Nierenagenesie oder Nierenaplasie. Das Individuum hat dann nur die Einzelniere, auch Solitärniere oder Restniere genannt. Sie ist ebenfalls angeboren, aber auch nach einer Nephrektomie anzutreffen. Eine doppelseitige Nierenagenesie ist eine Hemmungsfehlbildung, die ebenso wie eine Anephrie (Nierenlosigkeit) anderer Ursache ohne ein Nierenersatzverfahren mit dem Leben nicht vereinbar ist.
Die Hufeisenniere ist ein Spezialfall der Einzelniere. Es handelt sich um eine Verschmelzungsanomalie der unteren Nierenpole von rechter und linker Niere.

### Urologie und Nephrologie
Die Urologie steht „zum Teil in Konkurrenz mit der Nephrologie“, genauso steht die Nephrologie in Konkurrenz zur Urologie. Die Schnittstelle beider Fachgebiete ist das Nierenbecken. In manchen Lehrbüchern der Nephrologie fehlen deswegen alle Hinweise zur Doppelniere. Patienten mit Doppelnieren haben mehr Nephrone als Nichtbetroffene. Im Zweifel haben sie eine überdurchschnittlich gute glomeruläre Filtrationsrate. Deswegen haben sie auch seltener eine prärenale oder eine intrarenale Niereninsuffizienz; und für die postrenale Niereninsuffizienz sind die Urologen und nicht die Nephrologen zuständig.

### Andere Sprachen
In anderen Sprachen scheint es den Begriff der Doppelniere nicht zu geben. Dort legt die medizinische Terminologie den Schwerpunkt auf die anatomischen Verhältnisse. So findet man in der englischen Fachliteratur statt renal duplication die Begriffe duplicated ureter und duplex collecting system. Im Französischen findet man die duplication urétérale ebenfalls ohne Bezugnahme auf eine Nierenfusion mit entsprechender Nierenvergrößerung.
Zwei vollständig voneinander getrennte Nieren in einer Körperhälfte werden in einem britischen Standard-Lehrbuch als crossed renal ectopia beschrieben. Meistens besteht hierbei jedoch eine Fusion von orthotoper und ektoper Niere. Auf der Gegenseite findet sich dann keine Niere. Überzählige Nieren (duplex kidneys, in der Überschrift) werden nicht erwähnt.

## Embryologie
Diese Anomalie ist hereditär; wahrscheinlich liegt ein autosomal-dominanter Erbgang mit unterschiedlicher Penetranz vor. Vor dem Eintritt in das nephrogene Gewebe kommt es zu einer Aufspaltung der Ureterknospen aus dem Wolffschen Gang. „Erreichen zwei Ureterknospen das metanephrogene Blastem, wird die Entstehung zweier Nierenhohlsysteme induziert.“ Es entsteht eine zweigeteilte Niere als Fehlbildung infolge einer inkompletten Verschmelzung von Teilen der Nierenanlage. Solche Fusionsnieren haben meistens ein doppeltes Nierenbecken und getrennte Harnleiter.
Bei der Nierenentwicklung spielt das Renin-Angiotensin-System eine entscheidende Rolle. Die Doppelnierenanlage ist überdurchschnittlich häufig mit weiteren Fehlbildungen vergesellschaftet.

## Häufigkeit
Die Verdoppelung von Nierenbecken und Harnleiter ist die häufigste Missbildung des Harnsystems. Der Pathologe Zschoch fand 1962 in Leipzig bei 34.247 Sektionen 381-mal ein- oder beidseitige Doppelbildungen der ableitenden Harnwege, entsprechend einer Häufigkeit von 1,1 Prozent. Dagegen fanden P. Guizzetti und Fabio Pariset 1911 Verschmelzungen der Nieren bei nur 1,55 ‰ ihrer Sektionen. Das weibliche Geschlecht war relativ häufiger (1,42 %) als das männliche (0,83 %) betroffen. Man spricht von einer „erheblichen Gynäkotropie“. Eine einseitige Fehlbildung lag häufiger links (184-mal) als rechts (146-mal) vor.
„Mildere inkomplette Formen der Doppelung sind weitaus häufiger. Man schätzt, dass etwa 10 % der Bevölkerung ein bifides [lateinisch: bifidus = zweigeteilt] Nierenbecken aufweisen.“ Dreigeteilte Nierenbecken sind wohl nur Einzelfallbeschreibungen. In einem Kinderradiologie-Buch finden sich (ohne Hinweise auf die Häufigkeit) sogar die Begriffe Trippelniere [orthographisch korrekt: Tripelniere] und Quadrippelniere [korrekt: Quadrupelniere].
Eindeutig überzählige Nieren müssen als Raritäten angesehen werden. Es wurde weltweit bis 1931 insgesamt nur über „ungefähr 30 Fälle“ und bis 1950 über insgesamt 51 Fälle echter überzähliger Nieren berichtet. Daraus errechnet sich eine historische Inzidenz von einem Fall pro Jahr. „Ungemein selten ist die Verdoppelung einer Niere, wie sie zum Beispiel von Hansemann beschrieben hat.“

## Symptomatik
Bei den meisten Formen der Nierenmissbildungen und Dystopien besteht eine normale physiologische Organfunktion.
Durch Veränderungen an der Einmündungsstelle der Harnleiter in die Harnblase wird der Ventilmechanismus insuffizient. Das kann zum vesikouretralen Reflux und beim Ureter fissus auch zum ureteroureteralen Rückfluss (Pendelurin) führen. Deswegen sind rezidivierende Harnwegsinfektionen häufige Symptome von Doppelnieren. Beschrieben werden außerdem Pyurien, Nierensteine und Nierenkoliken. In schweren Fällen kann es zur Blaseninkontinenz kommen. Beim sehr seltenen Befall einer Bläschendrüse oder des Dickdarms ist mit entsprechenden Beschwerden zu rechnen.

## Diagnostik
Zur Beurteilung von Doppelnieren stehen heute zahlreiche bildgebende Verfahren zur Verfügung. Besonders geeignet sind auch in der Pädiatrie die dynamische Renographie und die magnetresonanztomographische Urographie. Die retrograde Pyelografie wird heute weit gehend durch sonographische, computertomographische und kernspintomographische Verfahren abgelöst. So kann man Doppelnieren schon bei der Pränataldiagnostik wegen der Hydronephrose erkennen. Gelegentlich werden Infusionsurogramme oder Isotopennephrogramme angefertigt. Der intravesikale Ventilmechanismus kann bei einer Zystoskopie untersucht werden.
„Die Doppelniere (Inzidenz 0,5 bis 10 Prozent) zeigt im B-Bild eine Parenchymbrücke, die unteren und oberen Pol komplett trennt, und ist vergrößert. Beweisend ist aber nur der Nachweis von zwei ableitenden Ureteren (intravenöses Urogramm, Computertomographie, Magnetresonanztomographie).“

## Therapie
Bei glatten Abflussverhältnissen und fehlendem Reflux sind spezielle therapeutische Maßnahmen nicht erforderlich. Urogenitalinfektionen werden gegebenenfalls mit einem Antibiotikum behandelt. Manchmal werden auch jenseits der Säuglingspflege Inkontinenzhilfsmittel erforderlich.
Ein chirurgisches Vorgehen ist nur dann angezeigt, wenn ein Teil der Doppelniere irreversibel hydronephrotisch oder pyonephrotisch geschädigt ist oder wenn es in einem Teil der Doppelniere zu einer Ausgusssteinbildung gekommen ist. In diesen Fällen bietet sich die Heminephrektomie (Heminephrektoureterektomie, Heminephroureterektomie) an. Außerdem können die Urologen bei ektopen Ureteren eine Harnleiterneueinpflanzung durchführen.

## Differenzialdiagnose
Eine gekreuzte Dystopie mit Fusion (L-Niere) kann sonographisch das Bild einer Doppelniere imitieren. Hier fehlt dann allerdings die Niere der Gegenseite.
Differenzialdiagnostisch muss bei einer (einseitigen) Nierenvergrößerung neben der Möglichkeit einer Doppelniere auch an eine kompensatorische Hypertrophie, an Malignome, an Zystennieren und an Nierenzysten gedacht werden.

## Tiermedizin
In der Tierheilkunde kommt es bei Wirbeltieren ebenfalls zu Doppelnieren. Prävalenz und Inzidenz sind je nach Tierart unterschiedlich. Es gibt kaum Informationen zum Sexualdimorphismus bei Duplexnieren in der Tierwelt.